# Forest Heights (Texas)
Forest Heights es un lugar designado por el censo ubicado en el condado de Orange en el estado estadounidense de Texas. En el Censo de 2020 tenía una población de 1329 habitantes y una densidad poblacional de 178,87 habitantes por km². Fue incluido como CDP en el censo de 2020.

## Geografía
Forest Heights se encuentra ubicado en las coordenadas 30°14′2″N 93°45′12″O / 30.23389, -93.75333. Según la Oficina del Censo de los Estados Unidos,  tiene una superficie total de 7,43 km², de la cual 7,30 km² corresponden a tierra firme y 0,13 km² a agua.